# 林家うさぎ
林家 うさぎ（はやしや うさぎ）は、上方落語の名跡。廃業した者も含めると3、4人程度確認が出来る。
- 初代林家うさぎ - 1910年生まれ、1921年に2代目林家染丸の門下でうさぎを名乗る。漫才に押され上方落語が凋落する中で活動する場所がなくなり1938年頃まで高座に出たが前座同様の活動になり20代後半に廃業した。その後郵便局に勤務し師匠が組織した「林染会」に時々出演していた。没年不詳。本名:島光明。実の子が後に兄弟子の3代目染丸に入門して後に6代目笑福亭松鶴の門下で笑福亭花丸を名乗ったがこちらも廃業した。
- 2代目林家うさぎ - 3代目林家染丸の門下。それ以外不明。
- 3代目林家うさぎ - 林家染二（後の4代目林家染丸）の門下でうさぎを名乗る。後に廃業した。

当代（4代目?）林家 うさぎ（はやしや うさぎ、1967年7月6日 - ）は、上方落語の落語家。本名は、大条 和雄。大阪府高石市出身。
出囃子は「うさぎのダンス」、紋はぬの字うさぎ（※林家一門共通）、自分の会が「ハニーバニー・うさぎの会」と兎づくし。尚、上方落語家名鑑によると、会の名前の“ハニー”の部分は、カナダ人の夫人と実子からの愛称に由来している。

## 略歴
1985年9月 - 4代目林家染丸に入門。